# Krînîțea, Starokosteantîniv
Krînîțea (în ucraineană Криниця) este un sat în comuna Penkî din raionul Starokosteantîniv, regiunea Hmelnîțkîi, Ucraina.

## Demografie
Componența lingvistică a localității Krînîțea
     Ucraineană (98,52%)
     Alte limbi (1,48%)
Conform recensământului din 2001, majoritatea populației localității Krînîțea era vorbitoare de ucraineană (98,52%), existând în minoritate și vorbitori de alte limbi.